# Гамза Єрлікая
Гамза Єрлікая (тур. Hamza Yerlikaya; нар. 3 червня 1976, Стамбул) — турецький борець греко-римського стилю, срібний, бронзовий призер та триразовий переможець чемпіонатів світу, срібний призер та восьмиразовий переможець чемпіонатів Європи, срібний призер та триразовий переможець Кубків світу, дворазовий чемпіон Олімпійських ігор. 2009 включений до Всесвітньої Зали слави Міжнародної федерації об'єднаних стилів боротьби (FILA).

## Біографія
Народився 3 червня 1976 року в стамбульському районі Кадикьой. Незадовго до його народження його родина переїхала до Стамбула із села Демірязі в провінції Сівас. Його батько Мустафа був борцем, який виступав за клуб «Fenerbahçe Wrestling Branch», який пізніше закрили. Його старший брат також займався на базі «Фенербахче». Але Гамза надавав перевагу футболу. Одного разу він вирішив потренуватися зі своїм братом, щоб побудувати міцніше тіло для футболу, але з часом я виявив у собі схильність до боротьби. Його тренували авторитети боротьби, такі як Ремзі Озтюрк, Саліх Бора, Ерхан Балчі та Ерол Бора.
Через деякий час батькові довелося кинути боротьбу, щоб заробляти на життя сім'ї іншою роботою. Він був сантехніком систем опалення. Його двоє синів Мутталіп і Гамза незабаром замінили його. Мутталіп виступав за «Істанбул Демірспор». У 1986 році Гамза почав займатися боротьбою у віці 10 років.
У 1991 році Гамза дебютував на міжнародному рівні, посівши четверте місце на чемпіонаті світу з боротьби серед кадетів у Квебеку, Канада. Наступного року на цих же змаганнях він став чемпіоном. А ще через рік, у 1993 він вперше був допущений до дорослої вікової категорії та посів друге місце, вигравши срібну медаль на Чемпіонаті Європи з боротьби, що проходив у Стамбулі. Того ж року він виграв золоту медаль на Чемпіонаті світу з боротьби серед дорослих у Стокгольмі, Швеція. Це було видатне досягнення, оскільки раніше ніхто молодше 18 років не вигравав золоту медаль на дорослому рівні на чемпіонатах світу з боротьби.
Завдяки своєму молодому віку Єрлікая брав участь у всіх вікових категоріях чемпіонатів з греко-римської боротьби як національних, так і міжнародних. Він продовжував збирати медалі, більшість з яких були золотими. Крім того, він офіційно працював на Державній залізниці. У 1996 році його призвали до армії для виконання військового обов'язку, під час якого він взяв участь в Олімпійських іграх в Атланті в Джорджії, США, і виграв золоту медаль у ваговій категорії 82 кілограми.
Пізніше він почав працювати в Emlakbank, тобто тренувався та брав участь у змаганнях за цей банк. Через деякий час він працював у спортивному клубі муніципалітету Стамбула. Він також був консультантом міської ради. Тим часом Єрлікая виграв одну золоту на чемпіонаті світу в Празі, Чехословаччина, у 1995 році та одну срібну медаль у Вроцлаві, Польща, у 1997 році. У 2006 році він стає триразовим чемпіоном світу на світовій першості в Будапешті, Угорщина. Він також зібрав вісім поспіль золотих медалей на чемпіонатах Європи, починаючи з 1996 року і закінчуючи 2006 роком. Єрлікая також має інші титули, вигравши, зокрема, золоті та бронзові медалі на Середземноморських іграх.
Гамза Єрлікая займав перше місце на двох поспіль Олімпійських іграх — в Атланті-1996 і Сіднеї-2000. На Олімпіаді в Сіднеї Єрлікая ніс турецький прапор на церемонії відкриття. Загалом на міжнародних чемпіонатах з греко-римської боротьби серед чоловіків він здобув 23 золота, 4 срібла та 3 бронзи у вагових категоріях 82, 85 та 96 кілограмів.

### Після завершення кар'єри
Єрлікая завершив спортивну кар'єру у 2007 році через серйозні переломи шиї. У тому ж році він був обраний членом Великих національних зборів від провінції Сівас від Партії справедливості та розвитку. Єрлікая працював консультантом в Офісі генерального директора з питань молоді та спорту, а також був членом Національного олімпійського комітету Туреччини. Він керував Федерацією боротьби Туреччини як голова до того, як пішов у відставку в 2015 році. Згодом став одним із головних консультантів Президента Турецької Республіки.

### Родина
Гамза Єрлікая одружився з Ебру Кючук у 2010 році, у подружжя двоє дітей.

## Спортивні результати на міжнародних змаганнях

### Виступи на Олімпіадах
| Змагання                    | Збірна    | Вагова категорія                 | Місце  |
| --------------------------- | --------- | -------------------------------- | ------ |
| Літні Олімпійські ігри 1996 | Туреччина | греко-римська боротьба, до 82 кг | Золото |
| Літні Олімпійські ігри 2000 | Туреччина | греко-римська боротьба, до 85 кг | Золото |
| Літні Олімпійські ігри 2004 | Туреччина | греко-римська боротьба, до 84 кг | 4      |

### Виступи на Чемпіонатах світу
| Змагання                        | Збірна    | Вагова категорія                 | Місце  |
| ------------------------------- | --------- | -------------------------------- | ------ |
| Чемпіонат світу з боротьби 1993 | Туреччина | греко-римська боротьба, до 82 кг | Золото |
| Чемпіонат світу з боротьби 1994 | Туреччина | греко-римська боротьба, до 82 кг | 12     |
| Чемпіонат світу з боротьби 1995 | Туреччина | греко-римська боротьба, до 82 кг | Золото |
| Чемпіонат світу з боротьби 1997 | Туреччина | греко-римська боротьба, до 85 кг | Срібло |
| Чемпіонат світу з боротьби 1998 | Туреччина | греко-римська боротьба, до 85 кг | 5      |
| Чемпіонат світу з боротьби 1999 | Туреччина | греко-римська боротьба, до 85 кг | 21     |
| Чемпіонат світу з боротьби 2001 | Туреччина | греко-римська боротьба, до 85 кг | 9      |
| Чемпіонат світу з боротьби 2002 | Туреччина | греко-римська боротьба, до 84 кг | 6      |
| Чемпіонат світу з боротьби 2003 | Туреччина | греко-римська боротьба, до 84 кг | 7      |
| Чемпіонат світу з боротьби 2005 | Туреччина | греко-римська боротьба, до 96 кг | Золото |
| Чемпіонат світу з боротьби 2006 | Туреччина | греко-римська боротьба, до 96 кг | Бронза |

### Виступи на Чемпіонатах Європи
| Змагання                         | Збірна    | Вагова категорія                 | Місце  |
| -------------------------------- | --------- | -------------------------------- | ------ |
| Чемпіонат Європи з боротьби 1993 | Туреччина | греко-римська боротьба, до 82 кг | Срібло |
| Чемпіонат Європи з боротьби 1994 | Туреччина | греко-римська боротьба, до 82 кг | 5      |
| Чемпіонат Європи з боротьби 1995 | Туреччина | греко-римська боротьба, до 82 кг | 7      |
| Чемпіонат Європи з боротьби 1996 | Туреччина | греко-римська боротьба, до 82 кг | Золото |
| Чемпіонат Європи з боротьби 1997 | Туреччина | греко-римська боротьба, до 85 кг | Золото |
| Чемпіонат Європи з боротьби 1998 | Туреччина | греко-римська боротьба, до 85 кг | Золото |
| Чемпіонат Європи з боротьби 1999 | Туреччина | греко-римська боротьба, до 85 кг | Золото |
| Чемпіонат Європи з боротьби 2001 | Туреччина | греко-римська боротьба, до 85 кг | Золото |
| Чемпіонат Європи з боротьби 2002 | Туреччина | греко-римська боротьба, до 84 кг | Золото |
| Чемпіонат Європи з боротьби 2005 | Туреччина | греко-римська боротьба, до 96 кг | Золото |
| Чемпіонат Європи з боротьби 2006 | Туреччина | греко-римська боротьба, до 96 кг | Золото |

### Виступи на Кубках світу
| Змагання                    | Збірна    | Вагова категорія                 | Місце  |
| --------------------------- | --------- | -------------------------------- | ------ |
| Кубок світу з боротьби 1997 | Туреччина | греко-римська боротьба, до 85 кг | Золото |
| Кубок світу з боротьби 2001 | Туреччина | греко-римська боротьба, до 97 кг | 5      |
| Кубок світу з боротьби 2002 | Туреччина | греко-римська боротьба, до 96 кг | Срібло |
| Кубок світу з боротьби 2006 | Туреччина | греко-римська боротьба, до 96 кг | Золото |
| Кубок світу з боротьби 2007 | Туреччина | греко-римська боротьба, до 96 кг | Золото |

### Виступи на Середземноморських іграх
| Змагання                    | Збірна    | Вагова категорія                 | Місце  |
| --------------------------- | --------- | -------------------------------- | ------ |
| Середземноморські ігри 1993 | Туреччина | греко-римська боротьба, до 82 кг | Бронза |
| Середземноморські ігри 1997 | Туреччина | греко-римська боротьба, до 85 кг | Золото |

### Виступи на інших змаганнях
| Змагання                                                             | Збірна    | Вагова категорія                 | Місце  |
| -------------------------------------------------------------------- | --------- | -------------------------------- | ------ |
| Гран-прі Німеччини з боротьби 1993                                   | Туреччина | греко-римська боротьба, до 82 кг | 8      |
| Гран-прі Німеччини з боротьби 1995                                   | Туреччина | греко-римська боротьба, до 82 кг | 6      |
| Олімпійський кваліфікаційний турнір з боротьби 2000 (Фаенца)         | Туреччина | греко-римська боротьба, до 85 кг | 4      |
| Олімпійський кваліфікаційний турнір з боротьби 2000 (Клермон-Ферран) | Туреччина | греко-римська боротьба, до 85 кг | Золото |
| Олімпійський кваліфікаційний турнір з боротьби 2000 (Ташкент)        | Туреччина | греко-римська боротьба, до 85 кг | 7      |
| Олімпійський кваліфікаційний турнір з боротьби 2000 (Колорадо)       | Туреччина | греко-римська боротьба, до 85 кг | Золото |
| Гран-прі Німеччини з боротьби 2002                                   | Туреччина | греко-римська боротьба, до 96 кг | Срібло |
| Гран-прі Німеччини з боротьби 2004                                   | Туреччина | греко-римська боротьба, до 96 кг | Бронза |
| Гран-прі Німеччини з боротьби 2005                                   | Туреччина | греко-римська боротьба, до 96 кг | Золото |

### Виступи на змаганнях молодших вікових груп
| Змагання                                       | Збірна    | Вагова категорія                 | Місце  |
| ---------------------------------------------- | --------- | -------------------------------- | ------ |
| Чемпіонат світу з боротьби серед кадетів 1991  | Туреччина | греко-римська боротьба, до 65 кг | 4      |
| Чемпіонат світу з боротьби серед кадетів 1992  | Туреччина | греко-римська боротьба, до 76 кг | Золото |
| Чемпіонат Європи з боротьби серед молоді 1994  | Туреччина | греко-римська боротьба, до 82 кг | Золото |
| Чемпіонат світу з боротьби серед молоді 1995   | Туреччина | греко-римська боротьба, до 82 кг | Бронза |
| Чемпіонат світу з боротьби серед юніорів 1992  | Туреччина | греко-римська боротьба, до 74 кг | Срібло |
| Чемпіонат Європи з боротьби серед юніорів 1993 | Туреччина | греко-римська боротьба, до 81 кг | Золото |
| Чемпіонат світу з боротьби серед юніорів 1994  | Туреччина | греко-римська боротьба, до 88 кг | Золото |